# 3078 Horrocks
För andra betydelser, se Horrocks.
3078 Horrocks eller 1984 FG är en asteroid i huvudbältet som upptäcktes den 31 mars 1984 av den amerikanske astronomen Edward L.G. Bowell vid Anderson Mesa Station. Den är uppkallad efter den brittiske astronomen Jeremiah Horrocks.
Asteroiden har en diameter på ungefär 28 kilometer.